# Šlapanka (přírodní památka)
Šlapanka je přírodní památka poblíž obce Havlíčkův Brod v okrese Havlíčkův Brod v nadmořské výšce 416–424 metrů. Oblast spravuje Krajský úřad Kraje Vysočina. Důvodem ochrany je významný fragment přírodě blízkých mokřadních společenstev údolní nivy Šlapanky s výskytem významných a ohrožených druhů organismů.